# Мбіні (Екваторіальна Гвінея)
Мбіні  (ісп. Mbini, за колоніального часу називався Ріо-Беніто) — місто в провінції Літорал Екваторіальної Гвінеї. Розташоване в 44 км від Бати.
Населення становить приблизно 20 295 жителів (14 034 за переписом 1994 року, з яких 2 430 в місті і 11 604 у сільській місцевості). Очолює однойменний район (36 міських рад).

## Географія
Розташоване у гирлі річки Мбіні в центральній частині континентального узбережжя Екваторіальної Гвінеї.

### Клімат
Місто знаходиться у зоні, котра характеризується вологим тропічним кліматом. Найтепліший місяць — лютий із середньою температурою 25.1 °C (77.2 °F). Найхолодніший місяць — липень, із середньою температурою 22.9 °С (73.2 °F).
| Клімат Мбіні            | Клімат Мбіні | Клімат Мбіні | Клімат Мбіні | Клімат Мбіні | Клімат Мбіні | Клімат Мбіні | Клімат Мбіні | Клімат Мбіні | Клімат Мбіні | Клімат Мбіні | Клімат Мбіні | Клімат Мбіні | Клімат Мбіні |
| Показник                | Січ.         | Лют.         | Бер.         | Квіт.        | Трав.        | Черв.        | Лип.         | Серп.        | Вер.         | Жовт.        | Лист.        | Груд.        | Рік          |
| Середня температура, °C | 24,9         | 25,1         | 25           | 24,9         | 24,7         | 23,9         | 22,9         | 23           | 23,7         | 23,7         | 24,1         | 24,5         | 24,2         |
| Норма опадів, мм        | 162.6        | 174.8        | 257.7        | 277.7        | 323.2        | 116.2        | 58.6         | 94.8         | 294.3        | 579.3        | 354.9        | 197.7        | 2891.8       |
| Днів з опадами          | 12,5         | 12,2         | 17,1         | 18,7         | 18,9         | 10,4         | 7,6          | 11,9         | 20,2         | 22,9         | 19,5         | 13,2         | 185,1        |
| Вологість повітря, %    | 83.3         | 82.9         | 83.6         | 83.6         | 84.7         | 84.2         | 83.3         | 83.7         | 85           | 86.6         | 86.3         | 84.5         | 84.3         |
| ----------------------- | ------------ | ------------ | ------------ | ------------ | ------------ | ------------ | ------------ | ------------ | ------------ | ------------ | ------------ | ------------ | ------------ |
| Джерело: Weatherbase    |              |              |              |              |              |              |              |              |              |              |              |              |              |

## Транспорт
Місто має порт і з’єднане поромом з містом Болондо (по той бік річки, звідки можна поїхати до Бати).

## Галерея

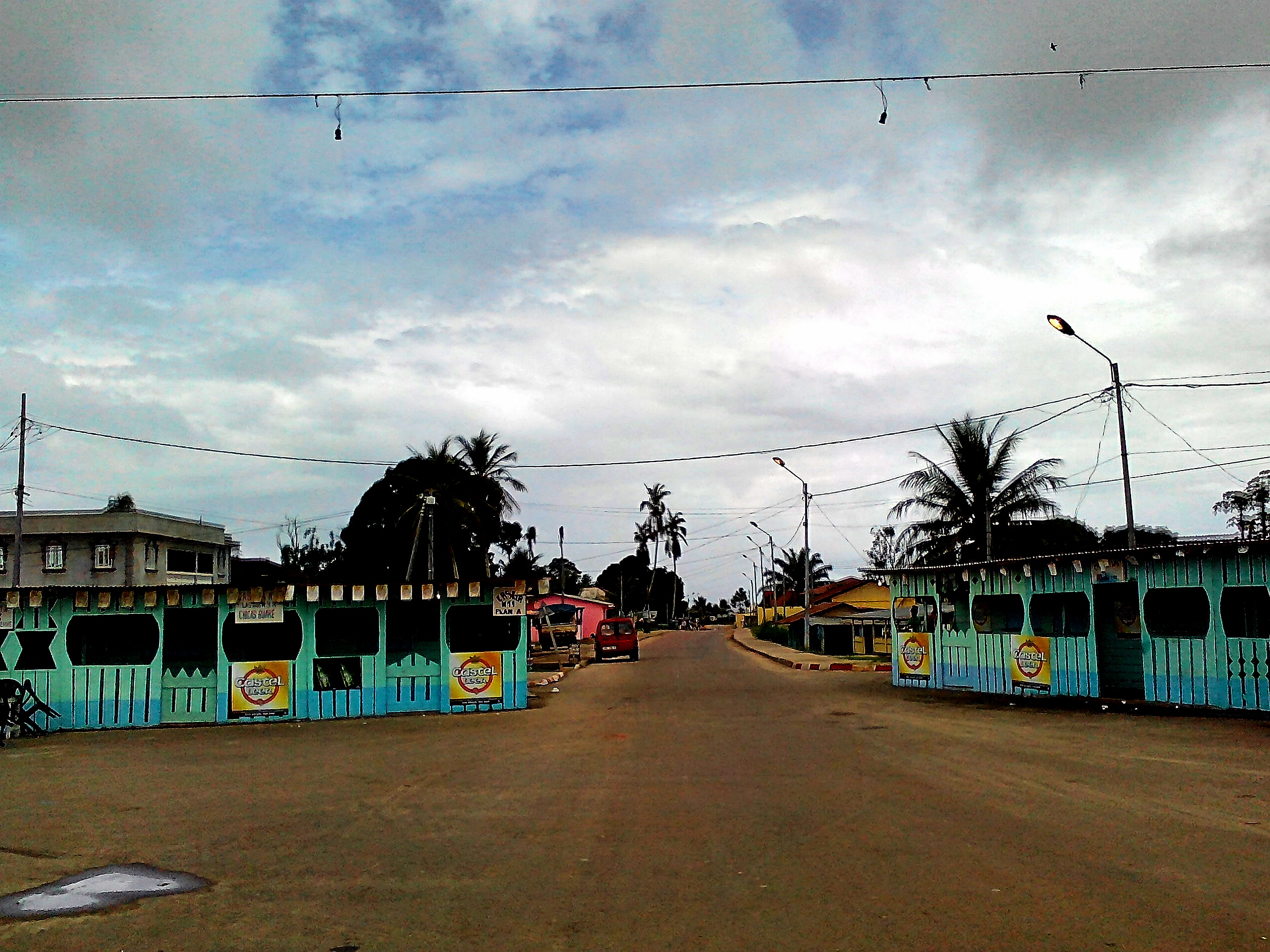
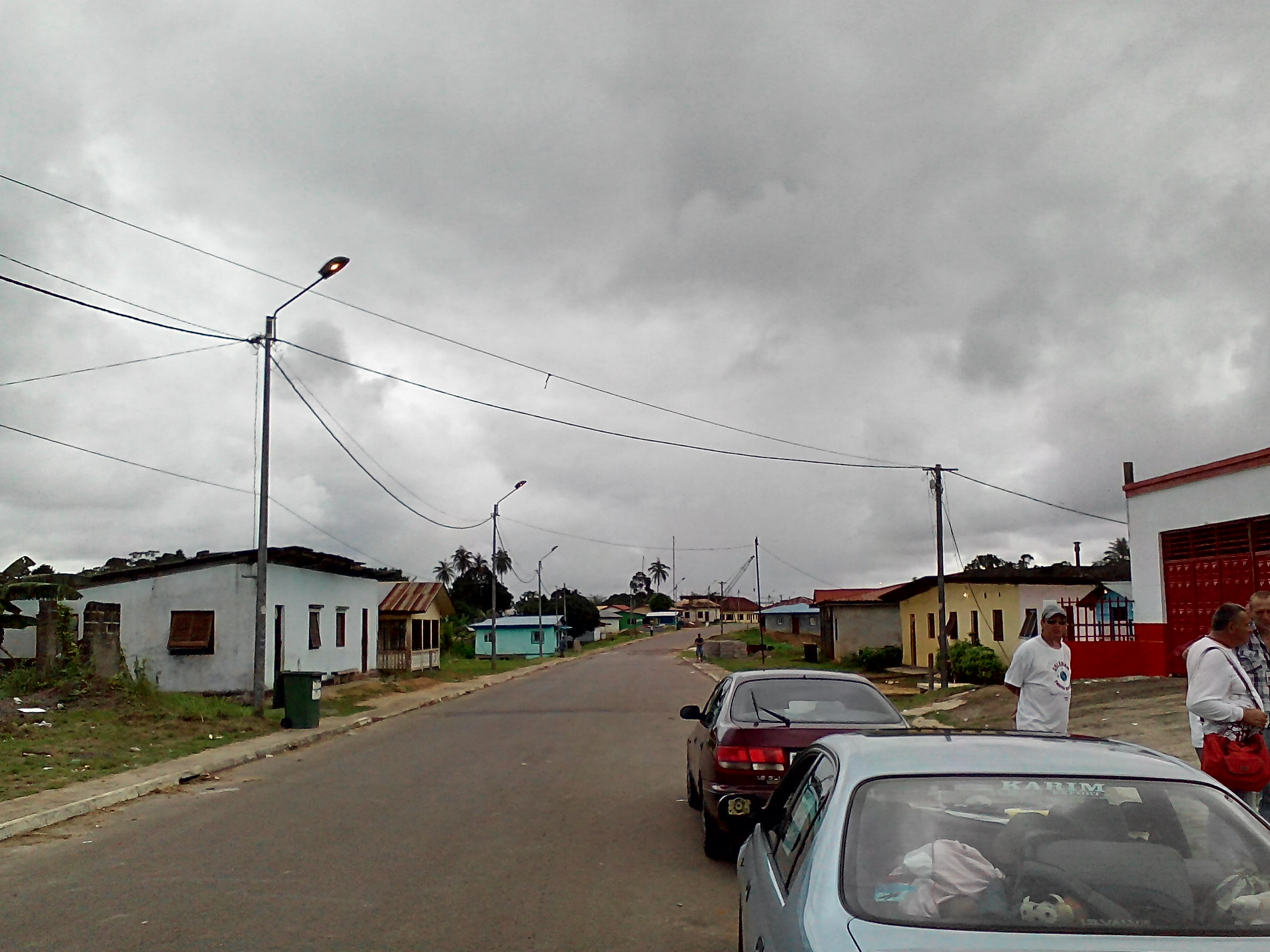
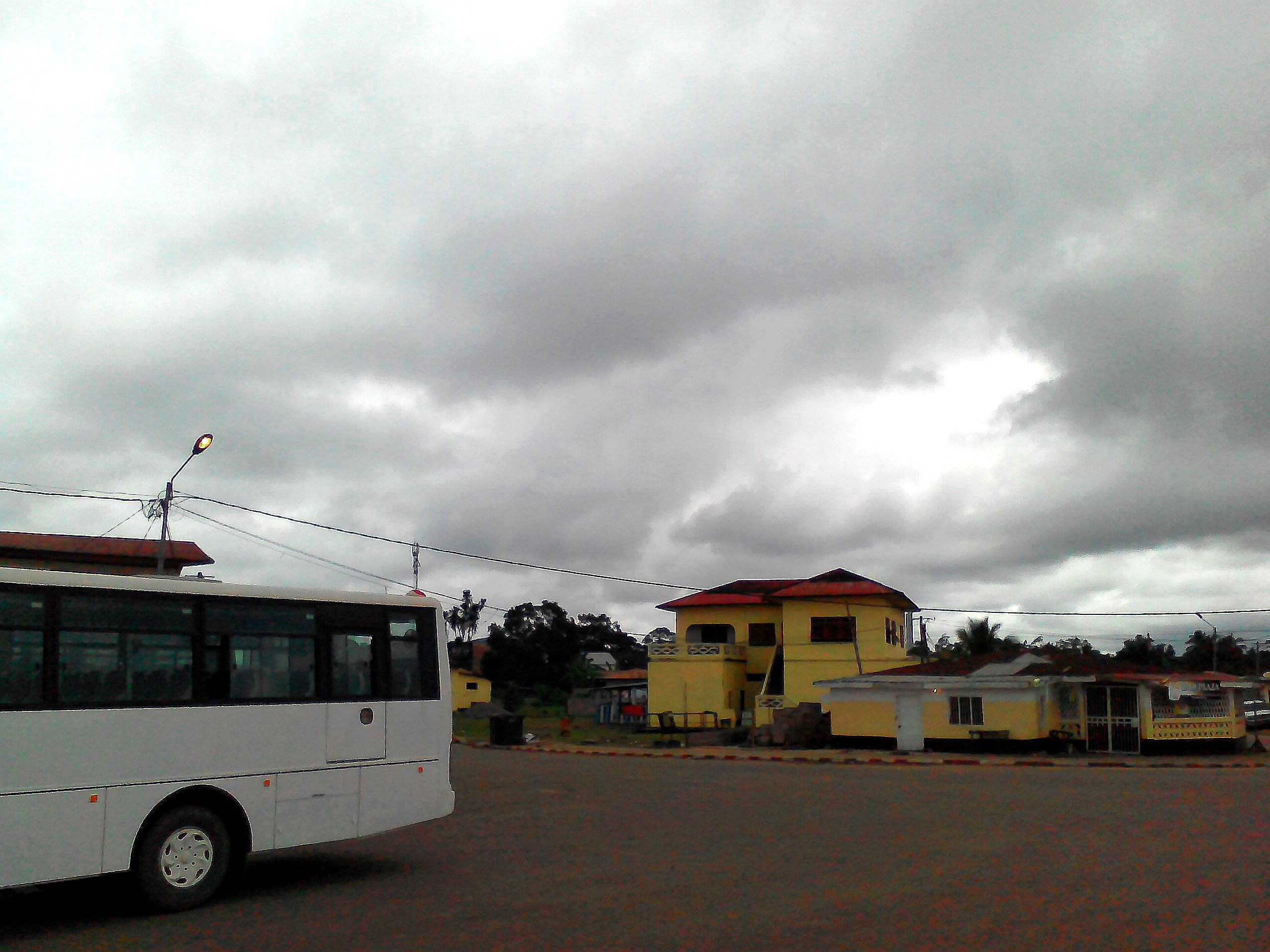
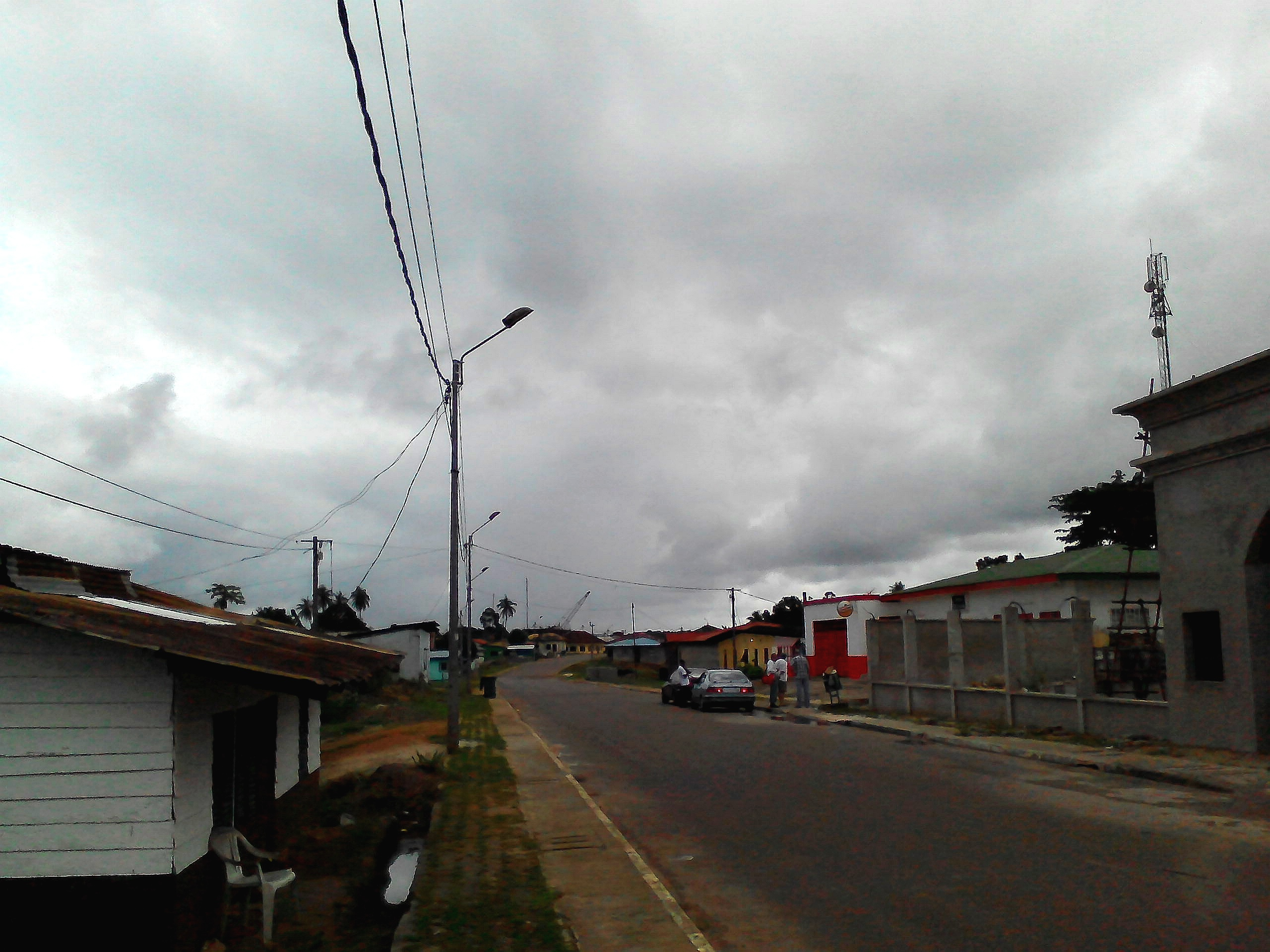
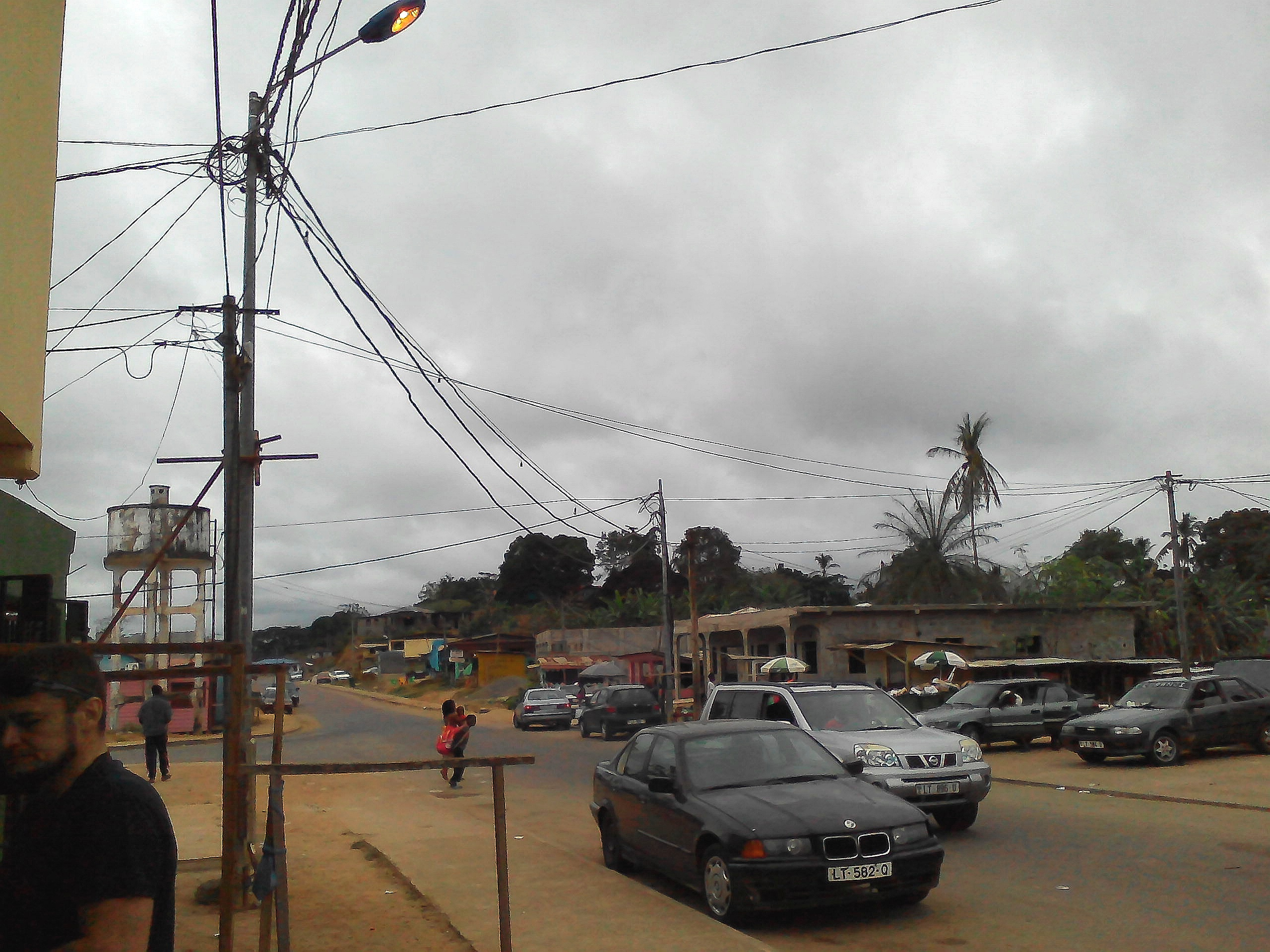